# 中国地区大学ラグビーリーグ
中国地区大学ラグビーリーグ（ちゅうごくちくだいがくラグビーリーグ）は、中国地区の大学ラグビー部（大学生チームによるラグビーユニオン競技を行う運動部）の競技大会。

## 概要
中国大学AリーグとBトーナメントに分かれて開催され、Aリーグの1位、2位が中四国トーナメントへ進出する。初年度は岡山、広島、山口の各県から1位チームによるAリーグから開始され、平成24年度からは、平成23年度Bトーナメント1位チームがAリーグに加わり、Aリーグは4チームで構成された。平成24年度以降は、Aリーグ4位とBトーナメント１位の入替戦が行われる。
以前、中国地区は大学選手権と全国地区対抗の二つの全国大会に通じる中国四国地区大会への出場校を決定するために、中国地区各県の代表が1校ずつ集ってトーナメント大会を行い、平成22年度まで中国地区全体としてのリーグは組織・運営されていなかった。

## リーグ構成
- Aリーグ
環太平洋大学、徳山大学、広島大学、岡山大学の4校で構成。
- Bトーナメント
Aリーグチームを除く各県代表校により行われ、優勝校はAリーグ最下位校との入れ替え戦出場になる。
岡山県
トーナメント大会を実施（春季には1回戦総当りを実施）。
広島県
トーナメント大会を実施。ただし、それとは別に、上位大会への出場には成績が無関係のAリーグとBリーグに分けた総当たり戦を実施している。
鳥取県・島根県・山口県
参加校が少ないので参加校間での代表決定戦のみ

## 所属校
※データは2008年度開始時点。
- 岡山県
環太平洋大学、岡山大学、川崎医療福祉大学、川崎医科大学、岡山理科大学、岡山商科大学、吉備国際大学
- 広島県
  - Aリーグ：広島大学、広島工業大学、広島修道大学、広島大学医歯学部、福山大学、広島経済大学
  - Bリーグ：県立広島大学、広島国際大学、近畿大学工学部、広島市立大学、呉工業高等専門学校、海上保安大学校
- 鳥取県
鳥取大学、鳥取大学医学部
- 島根県
島根大学、島根大学医学部
- 山口県
徳山大学、山口大学、下関市立大学、水産大学校、東亜大学

## 歴代順位表

### Aリーグ
| 年度 | 優勝       | 2位    | 3位    | 4位        |
| ---- | ---------- | ------ | ------ | ---------- |
| 2020 | 環太平洋大 | 徳山大 | 広島大 |            |
| 2021 | 環太平洋大 | 岡山大 | 徳山大 | 広島大     |
| 2023 | 環太平洋大 | 広島大 | 岡山大 | 周南公立大 |
| 2024 | 環太平洋大 | 広島大 | 岡山大 | 周南公立大 |